# Fuji Culture X
株式会社Fuji Culture X（フジカルチャーエックス、英: Fuji Culture X, Inc.）は、日本のゲーム会社。株式会社フジミックの完全子会社。コンピュータエンターテインメント協会正会員。

## 概要
フジテレビジョンのゲーム&インキュベーション事業部が2016年4月1日に分社化される形で「株式会社フジゲームス」として設立され、同年5月、フジテレビジョンの親会社であるフジ・メディア・ホールディングスに取得された。
2021年12月、旧・フジゲームスのソーシャルゲーム関連事業およびソフトウェア開発関連事業を移管した2代目法人へ移行。旧法人は2021年12月に「株式会社FG」へ商号変更し、2022年3月清算結了により法人格が消滅した。
2024年7月、商号を「株式会社Fuji Culture X（フジカルチャーエックス）」へ変更。商号変更の理由としては、グループのデジタルビジネスやマーケティング事業の推進といったゲーム分野以外への事業の拡充のためとしている。

### Fuji&gumi Games
株式会社Fuji&gumi Gamesは2014年1月に設立されたフジ・スタートアップ・ベンチャーズ (フジ・メディア・ホールディングスの完全子会社) 及びgumiの合弁会社であり、スマートフォン向けゲームを開発していた。
2014年10月に『ファントム オブ キル』をリリースした後、2015年9月にgumiより2つのタイトルが譲渡され、2016年に『誰ガ為のアルケミスト』及び『シノビナイトメア』をリリースした。
2017年11月、gumiはFuji&gumi Gamesの株式を手放した上で完全子会社のFgGを設立し、Fuji&gumi Gamesは運営していたゲームをFgGへと譲渡した。2018年2月、Fuji&gumi Gamesはフジゲームスに吸収合併された。

## 宣伝番組
テレビ番組ではフジテレビの深夜に放送されていた『佳代子の部屋〜真夜中のゲーム会議〜』(2016年〜2018年)、『美少女クエスト』(2018年) 及び『エイコーさん』(2019年) を制作した。
ラジオ番組ではインターネットラジオサイトのAG-ON Premiumにおいて『まりんか・とみたんのRadioフジゲームス+』を提供していた。

## コンピュータゲーム
フジテレビジョン時代のゲームについてはフジテレビジョン#フジテレビが関係するコンピュータゲームを参照。

### 現行
- 大漁!地引き網（2023年10月3日[8] - ）

フジテレビより引き継ぎ
- ゲゲゲの鬼太郎 妖怪横丁 (2013年9月9日[9] - )
- テルマエ・ロマエ ガチャ (2012年2月23日[10] - )
- 料理の鉄人forGREE 新たな挑戦者達 (共同：グリー、Synphonie (現enish)、2011年7月26日[11] - )

### 他社移管
- アルカ・ラスト 終わる世界と歌姫の果実 (開発名：Project 7Ravens[12]、2019年7月30日 - ）※2022年5月31日よりアピリッツへ移管[13]

### 開発中止
- BLACK STELLA -ブラックステラ-[14] ※サイバーステップとScopeNextにより再始動され『BLACK STELLA Iи:FernO』となった[15][16]

### 過去
- ORDINAL STRATA –オーディナル ストラータ (共同開発：マーベラス、2018年1月9日 - 2019年3月11日[17])
- フェアリーテイル ダイスマジック (2019年1月17日 - 12月24日[18])
- プレカトゥスの天秤 (開発名：Project7、共同開発：スマイルラボ、2018年10月31日[19] - 2020年1月6日[20])

フジテレビより引き継ぎ
- もやしもんガチャガチャ (2010年10月29日[21] - 2016年7月29日[22])
- ダービーロード presented by みんなのKEIBA (共同企画・開発：オルトプラス、2015年10月23日[23] - 2017年10月12日[24])
- マングローブと不思議なクマたち (2014年9月18日[25]〜2020年12月24日[26])

#### スマートノベル・プロジェクト
フジテレビより引き継ぎ。フジテレビ/フジゲームス配信はAndroid版、iOS版のみであり、その他はモバイルファクトリー配信。
- おつかえ乙女 (2014年5月28日[27] - 2017年9月1日[28][29])
- 恋Q部! (2014年8月28日[30] - 2017年9月1日[28][29])
- 女子高生のヒミツっ! (2014年11月19日[31] - 2017年9月1日[28][29])
- おかえりなさいご主人様!! (2015年7月27日[32] - 2017年9月1日[28][29])
- 俺の彼女が2人とも可愛すぎる! (2015年8月12日[33] - 2017年9月1日[28][29])
- ようこそ!ファミーユへ (原題：ただいまっ!うちカノジョ、2014年7月29日[34] - 2019年11月13日[35])
- My Sweet Roomies! (上記の英語版、2015年1月19日 - 2019年11月13日[35])